# Cori Yarckin
Cori Ann Yarckin (née le 15 août 1982) est une actrice et chanteuse américaine.

## Biographie
Cori est né à Seaford dans le Delaware, puis s'est installée à Orlando en Floride. Elle est diplômée de la West Orange High School d'Orlando, promotion 2000.
À sept ans, elle a obtenu son premier rôle dans un spectacle musical, Oliver (comédie musicale adaptée du livre Oliver Twist), suivi par un autre The King And I. Elle fait sa première apparition à la télévision l'année suivante en dansant lors d'une émission de Disney Channel, Sebastian's Caribbean Jamboree.
Elle passe ensuite deux ans à l'Opéra d'Orlando, en chantant et dansant notamment dans "The Queen of Spades" (La Dame de pique) et "Othello". En 1998, elle est danseuse à la télévision dans l'émission de variété Sábado Gigante. Elle étudiera la danse avec Gwen Verdon, Gregory Hines, et Ann Reinking.
En 2005, elle sort son premier album intitulé "Ringing In My Head".
En octobre 2006, son batteur Scott Smith quitte le groupe pour intégrer un autre groupe Megaphone, il est remplacé par Daniel Milian. En mai 2007, c'est au tour du bassiste Louis Smoller de quitter le groupe, afin de poursuivre ses études de droit à l'université de Miami.
Elle est dirigée par Allan Greene de GreeneHouse Management pour la musique, et David M. Rudy de Crysis Management pour la mise en scène. Pour l'écriture de ses chansons, elle collabore avec de nombreux artistes tels que Trey Bruce, Mitch Allan, Brian Sperber, Brandon Barnes, Jimmy Robertson Landry, Randy Cantor, Jodi Marr, Jerome Brailey, Malcolm Springer, Andrew Lane, Eddie Galan, Jan Smith, Melissa Mattey et Tony High [réf. souhaitée].